# Werk von Nazareth
Das Werk von Nazareth (en.: Work of Nazareth; es.: Obra de Nazaret; it.: Opera di Nàzaret; Abkürzung: ODN) ist eine Vereinigung von Gläubigen in der römisch-katholischen Kirche. Das Werk Nazareth ist auch unter der Bezeichnung „Movimento di Compagnia“ bekannt. Es wurde 1964 initiiert und erhielt 1976 den jetzigen Namen, 1999 erfolgte die päpstliche Anerkennung. Das Werk verfügt über 500 Mitglieder die weltweit in 17 Ländern verteilt sind.

## Geschichte
Das erste Werk gründete sich 1964 als eine Kinder- und Jugendfreizeiteinrichtung in Reggio nell’Emilia (Italien), zu ihm gehörten heranwachsende Jugendliche, die vor dem Eintritt in das Erwachsenenalter standen. Ihr geistlicher Vater war Professor Giovanni Riva († 2012), der die Notwendigkeit erkannt hatte, dass junge Erwachsene eine adäquate Ausbildung und einen sinnvollen Auftrag erhalten müssen. Unter seiner Obhut wuchs die Jugendgruppe zu einer christlich-geistlichen Gemeinschaft heran. Seit 1976 trägt die Gemeinschaft den Namen „Opera di Nàzaret“, zur gleichen Zeit versammelten sich auch Eheleute im ODN und es erweiterte sich über die Grenzen Italiens. 1989 wurde das Werk durch Erzbischof Ernesto Kardinal Corripio y Ahumada von Mexiko-Stadt bischöflich und kanonisch anerkannt. Es folgte am 15. August 1999 die Anerkennung durch den Päpstlichen Rat für die Laien zu einer Vereinigung von Gläubigen päpstlichen Rechts und die Aufnahme in das offizielle Register.

## Selbstverständnis
„Seid untereinander so gesinnt, wie es dem Leben in Christus entspricht: Er war Gott gleich, hielt aber nicht daran fest, wie Gott zu sein. Sondern er entäußerte sich und wurde wie ein Sklave und den Menschen gleich. Sein Leben war das eines Menschen.“

Diese Passage aus dem Brief des Paulus an die Philipper charakterisiert die Spiritualität und das Charisma  des ODN, denn sie ist davon überzeugt, dass der Mensch ohne Jesus Christus weniger Mensch ist. Daraus entwickelt sich das Hauptziel, dass das Christus der Mittler des Vaters ist und niemals von der Berufung des Menschen getrennt sein kann. Zum geistlichen Alltag zählen deshalb das Gebet, apostolische, karitative und missionarische Schulungen, die Durchführung von missionarischen Aktivitäten und die Weiterentwicklung der christlichen Erziehung.

## Logo

Beispiel zum Logo: Wappen der Stadt Appingedam in den Niederlanden

Das Logo des ODN zeigt einen im Nest sitzenden Pelikane mit zwei Jungvögeln, der Schwan verletzt sich an der Vorderseite seiner Brust und das heraustropfende Blut wird von den jungen Schwänen aufgenommen. Dieses religiöse Symbol soll verdeutlichen, dass Jesus Christus sein eigenes Blut an die Menschen gegeben hat.

## Organisation und Ausweitung
In seiner Organisationsstruktur erlaubt das ODN jedem Mitglied den unmittelbaren Kontakt zum präsidialen Zentrum. Geographisch gliedert sich die Organisation in Ländergruppen und Diözesangruppen, wobei die Gruppen auch Untergruppen einrichten dürfen. Mitglieder können alle Volljährigen jeder Nationalität werden, sie arbeiten in den regionalen und örtlichen Gruppen. Für die Mitglieder besteht die Möglichkeit, sich in besonderer Weise an das Werk zu binden, hierzu gehören das Ablegen eines religiösen Versprechens und die Befolgung der Evangelischen Räte. Die Schulung findet in regelmäßigen Treffen statt und zielt auf die Vertiefung der Lehrmeinung der Kirche.
Zum ODN gehören 500 Mitglieder die in 17 Ländern der Welt leben, weitere 5.000 Menschen partizipieren am Laienapostolat des Werkes. Nachfolgende Einrichtungen sind dem ODN direkt angeschlossen: „The Great Company“, eine Vereinigung von Erziehern; „The Others“, eine Vereinigung von Studenten und „Le Domus“, eine Familienvereinigung, die Jugendunterkünfte anbieten.